# Bahnhof Narva

Der Bahnhof Narva ist der Bahnhof der estnischen Stadt Narva (Kreis Ida-Viru).

## Lage
Der Bahnhof liegt an der Bahnstrecke Tallinn–Narva, an die sich die russische Strecke nach Sankt Petersburg anschließt. Er wird von Eesti Raudtee betrieben und verfügt über zwei 150 bzw. 395 m lange Bahnsteige mit zwei Bahnsteiggleisen.
Durch die Lage in der estnisch / russischen Doppelstadt Narva / Iwangorod hat der Bahnhof die Funktion eines Grenzbahnhofes an der Grenze zwischen Estland und Russland. Dazu verfügt er über 12 Gleise mit einer Länge von insgesamt 25 Kilometer auf einer Fläche von 28 Hektar.

## Gebäude
Das erste hölzerne Bahnhofsgebäude wurde 1870 in Narva gebaut. Es wurde 1919 im Estnischen Freiheitskrieges vollständig zerstört. Das zweite hölzerne Empfangsgebäude wurde 1922 errichtet und im Zweiten Weltkrieg zerstört.
Das heutige Bahnhofsgebäude wurde 1953 im neoklassizistischen Stil erbaut. Im Jahr 2017 wurde dieses Gebäude in das staatliche Register der Baudenkmäler aufgenommen.

## Verkehr
Personenzüge der Bahngesellschaft Elron verkehren von und nach Tallinn über Tapa. Es verkehren grenzüberschreitende Güterzüge.

## Bildergalerie

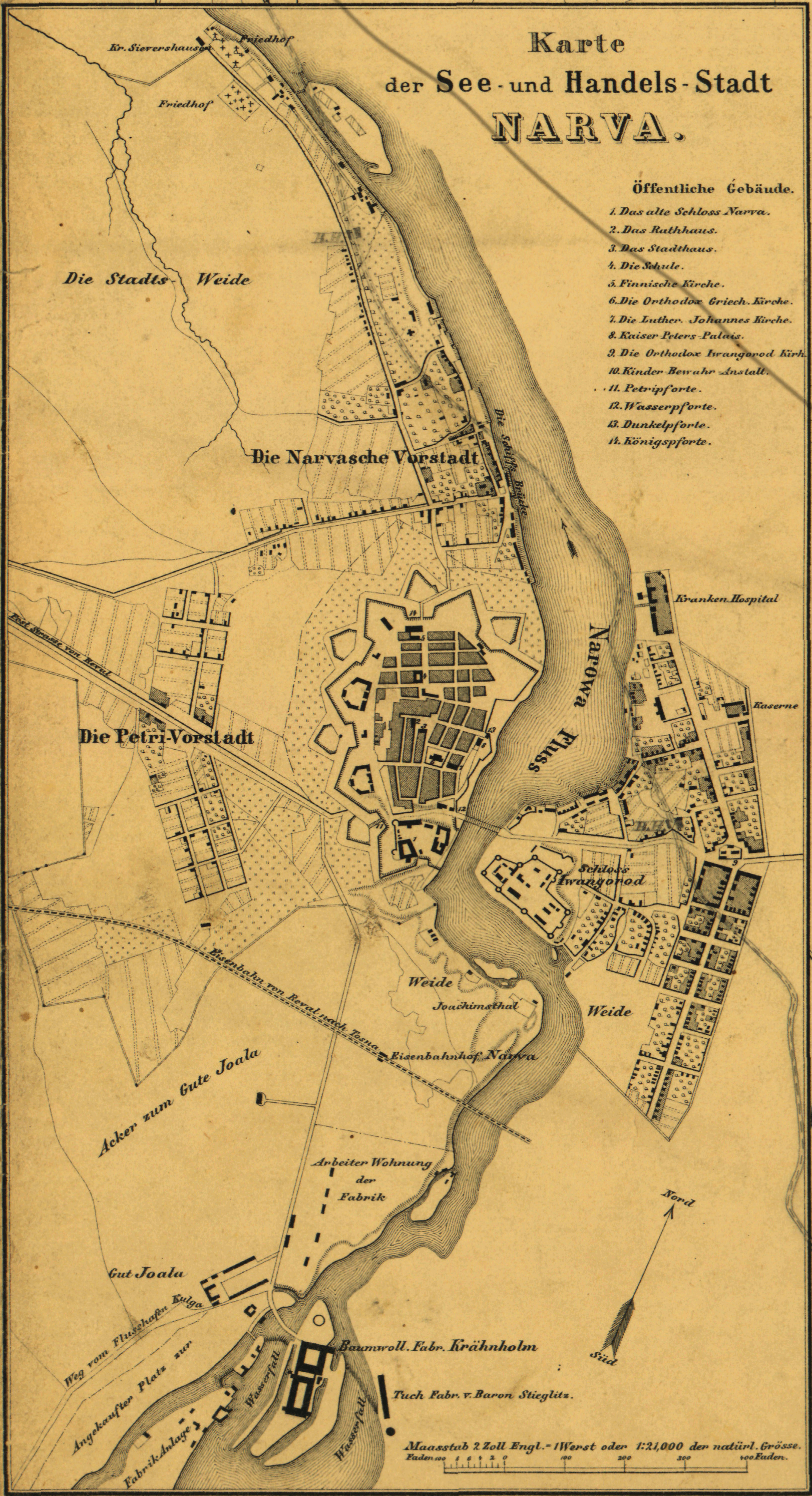
Eisenbahnhof Narva (1876)
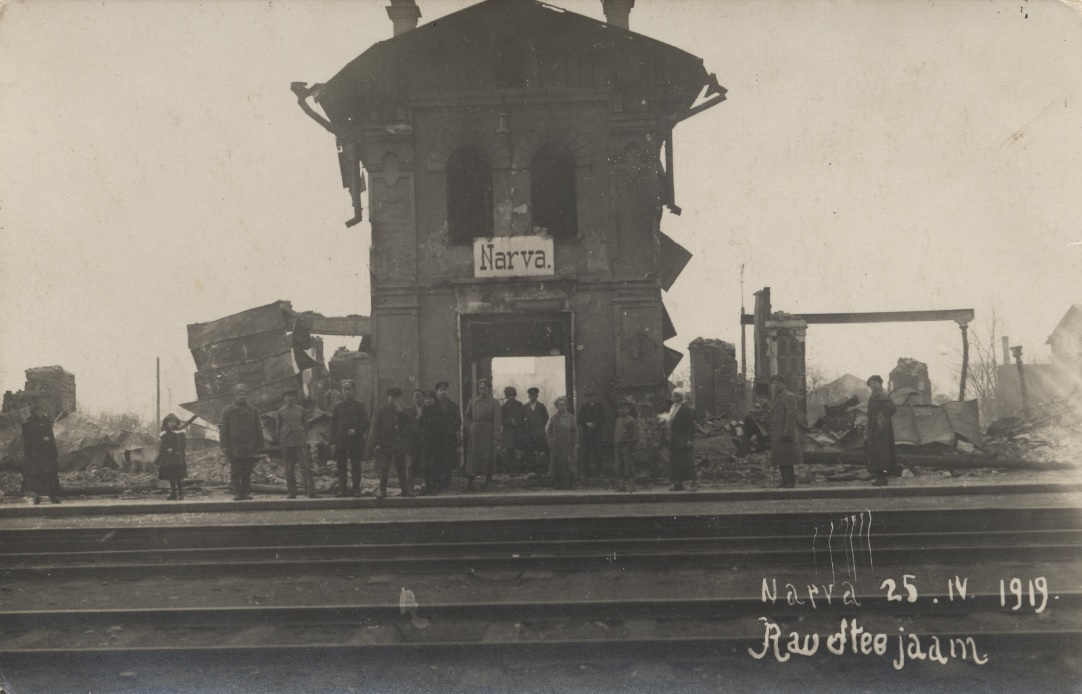
Bahnhof Narva (1919)
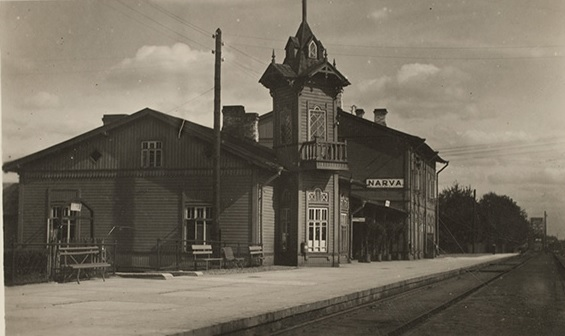
Bahnhof Narva (1937)
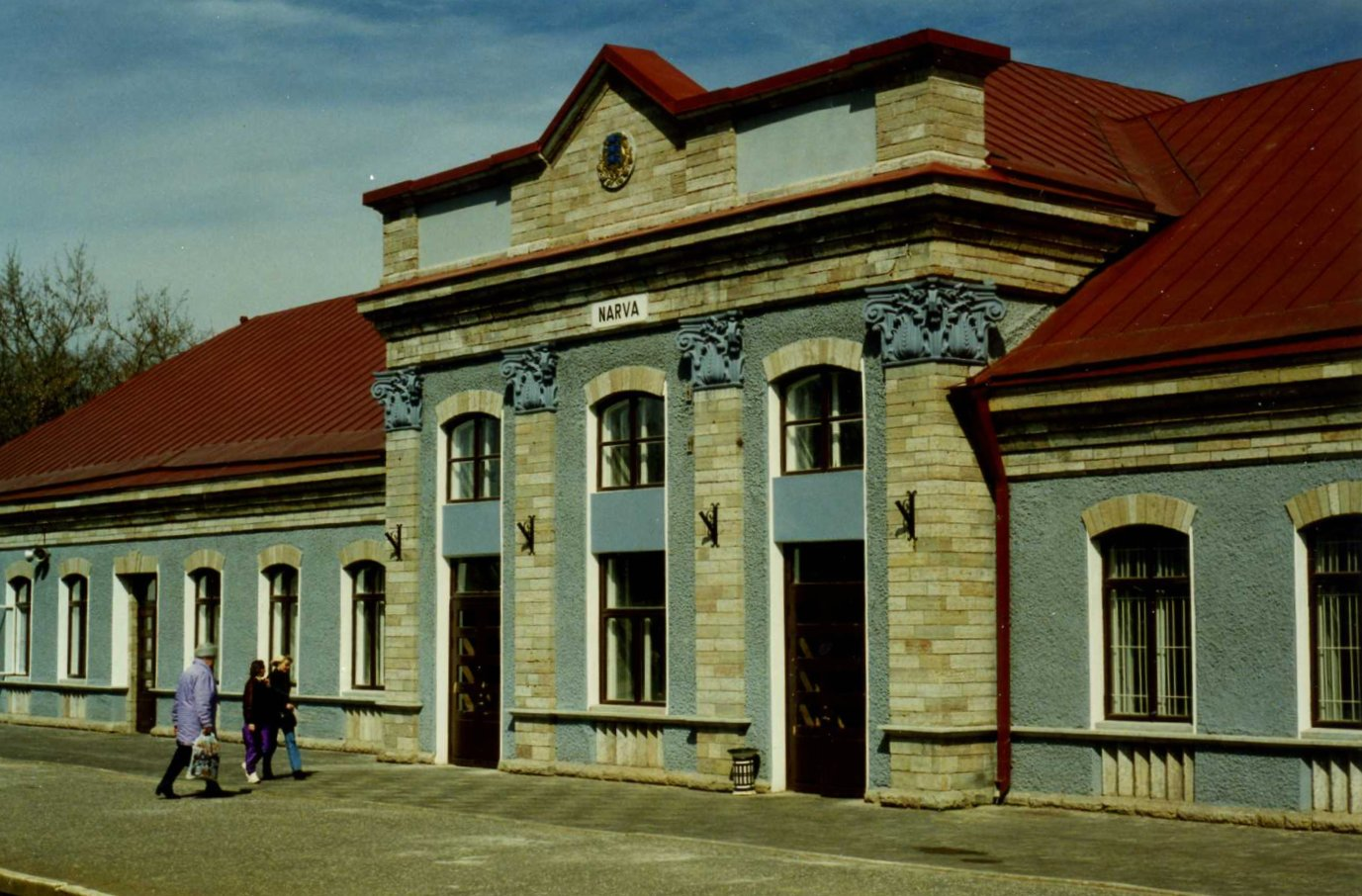
Bahnhof Narva (1996)
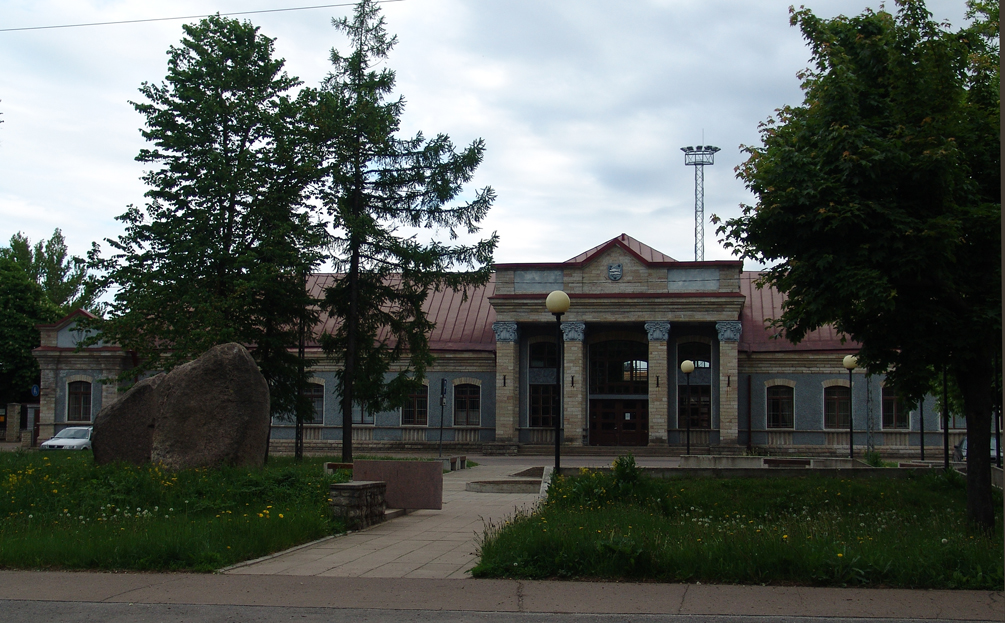
Bahnhof Narva (2006)